# Garito
Garito ('speelhal' in het Spaans), was een Nederlands belspelprogramma. Het programma bevatte spellen als 'Scramble', 'Reload', 'Molecule' (voorheen: 'Word Chemistry') en 'Keyword'.

## Geschiedenis
De eerste uitzending van Garito is op 2 augustus 2004. Onder het mom van 'vernieuwende belspelletjes' start SBS6 met een uurtje Garito per dag. Korte spellen en een gezellig duo moeten de kijkers weten te boeien. Wegens succes wordt de zendtijd verlengd, en gaat ook Net5 het programma uitzenden. Hiermee verdwijnt de duopresentatie.
De 100ste uitzending van Garito is op 20 november 2004. De laatste Garito 'oude stijl' wordt begin 2005 uitgezonden. Hierna verdwijnt het programma tijdelijk van de buis. Op 1 september 2005 keert Garito weer terug in een nieuw jasje.
Door de komst van de Gedragscode Kansspelen verdwijnt op 1 januari 2006 de programmanaam Garito en worden er verschillende programma's uitgezonden onder de noemer SBS Games.

## Presentatoren
- Valerie Zwikker (2004)
- Harold Verwoert (2004-2005)
- Arlette Adriani (2004-2005)
- Jeremy Sno (2005)
- Wytske Kenemans (2004-2005)
- Céline Huijsmans (2005)
- Nienke Disco (2005)
- Mirjam van Mourik (2005)
- Gigi Ravelli (2005)

## Buitenland
Garito was ook te zien buiten Nederland. Garito 'oude stijl' werd uitgezonden in Denemarken en Roemenië. In Hongarije kennen ze Garito in de vorm zoals het eind 2005 bij ons op de buis te zien was. Ook Polen heeft Garito een tijdje uitgezonden.